# Seznam českých televizních pohádek
Toto je seznam českých televizních pohádek od roku 1955. Televizní pohádka je taková, která primárně vznikla především pro uvádění v televizi a na její produkci nebo distribuci se podílela nějaká televizní společnost. Seznam není úplný, vzniká pouze na základě příspěvků uživatelů a údaje v něm uvedené jsou často obtížně ověřitelné.

## 1955
- O Palečkovi (režie: Milan Vošmik)

## 1957
- Slavík (režie: Jan Valášek)
- Princezna žába (režie: František Filip)

## 1958
- Zimní pohádka (režie: Jiří Bělka)
- Kubula a Kuba Kubikula (režie: Ludvík Ráža)
- Jak princezna hádala až prohádala (režie: Ludvík Ráža)
- Pohádka o kouzelné píšťalce (studentský film) (režie: Vlasta Janečková)

## 1959
- Radúz a Mahulena (režie: František Filip)

## 1960
- Bajaja (režie: Ludvík Ráža)
- Lucerna (režie: Jiří Bělka)

## 1961
- Drobínek (režie: Ludvík Ráža)

## 1962
- Tvrdohlavá žena a zamilovaný školní mládenec (režie: František Filip)
- Pošťácká pohádka (režie: Milan Vošmik)
- O statečné princezně (režie: Vlasta Janečková)
- Dalskabáty, hříšná ves aneb Zapomenutý čert (režie: Přemysl Freiman)
- Tlustý pradědeček, lupiči a detektivové (režie: Pavel Kraus)

## 1963
- Fousatá pohádka (režie: Libuše Koutná)
- O líném Honzovi (režie: Vlasta Janečková)
- Švec Janek v pohádkové zemi (režie: Vlasta Janečková)
- Hračka pro mne (režie: Vlasta Janečková)
- O krásce a netvorovi (režie: Věra Jordánová)
- Pohádka pro kočku (režie: Hanuš Burger)
- Modrá hvězdička (režie: Milan Peloušek)

## 1964
- Zapomenutý čert (režie: Ludvík Ráža)
- Růže a prsten (režie: Vlasta Janečková)
- Darounická poudačka (režie: Miloslav Zachata)
- Tři veteráni (režie: Pavel Kraus)

## 1965
- Kůň se zlatou hvězdou na čele (režie: Jan Valášek)
- Královna pohádek (režie: Ludvík Ráža)
- Jak čert láskou shořel (režie: Saša Lichý)
- Alenka v kraji za zrcadlem (režie: Libuše Koutná)
- Sedmihlávek aneb malá dračí pohádka (režie: neznámý)

## 1966
- Když se čerti rojili (režie: Ludvík Ráža)
- Malá mořská víla (režie: Jan Valášek)
- Kacafírek (režie: Vlasta Janečková)
- Třikrát o Honzovi (režie: Vlasta Janečková)
- O nosaté princezně (režie: Věra Jordánová)
- O chytré princezně (režie: Věra Jordánová)
- Jak se stal Matěj Cvrček doktorem (režie: Věra Jordánová)
- Jak si Honza postavil vzducholoď (režie: Věra Jordánová)
- Sedm sestřiček (režie: Pavel Kraus)
- Čertouská poudačka (režie: Miloslav Zachata)
- Perutinka (režie: Jiří Bělka)
- Rozmarýnkův pohádkový den (režie: Karel Špička)

## 1967
- Lucerna (režie: František Filip)
- Sedmero krkavců (režie: Ludvík Ráža)
- Princezna Pampeliška (režie: Ludvík Ráža)
- O princezně, která pořád vařila (režie: Vlasta Janečková)
- Jak princezny spaly na hrášku (režie: Věra Jordánová)
- Červený kvítek (z cyklu Ruské byliny) (režie: Věra Jordánová)
- O žabce carevně (z cyklu Ruské byliny) (režie: Věra Jordánová)
- Bohatýr Volha (z cyklu Ruské byliny) (režie: Věra Jordánová)
- Carevna Morevna (z cyklu Ruské byliny) (režie: Věra Jordánová)
- O překrásné Vasilise Mikulišně (z cyklu Ruské byliny) (režie: Věra Jordánová)
- O sestřičce Alenušce a bratříčkovi Ivanuškovi (z cyklu Ruské byliny) (režie: Věra Jordánová)
- Jdi tam, nevím kam, přines to, nevím co (z cyklu Ruské byliny) (režie: Věra Jordánová)
- Tři přadleny (režie: Libuše Koutná)
- Rozmarýnkův zlatý klíček (režie: Libuše Koutná)
- Pučálkovic Amina (režie: Pavel Kraus)
- O kohoutovi, kose a kocourovi (režie: Pavel Kraus)
- Psí pohádka (režie: Renata Mázelová)
- Stříbrná mošnička (režie: Renata Mázelová)
- Tři stromy (režie: Renata Mázelová)
- Jak se stala Berta královnou francouzskou (režie: Josef Vondráček)
- Pentos a Iola (režie: Josef Vondráček)
- Čarovná píšťalka (režie: Jaroslav Nedvěd)
- Rozmarýnkův Štědrý den (režie: neznámý)
- Rozmarýnkovy čáry máry (režie: neznámý)

## 1968
- Křesadlo (režie: Ludvík Ráža)
- O chytré horákyni (z cyklu České pohádky) (režie: Ludvík Ráža)
- O hloupé ženě (z cyklu České pohádky) (režie: Ludvík Ráža)
- Kdo snědl holoubátka? (z cyklu České pohádky) (režie: Ludvík Ráža)
- Chytrý synek (z cyklu České pohádky) (režie: Ludvík Ráža)
- O dvou poutnících (z cyklu České pohádky) (režie: Ludvík Ráža)
- O chytré královně (z cyklu České pohádky) (režie: Ludvík Ráža)
- Jak se Honza hádal s králem (z cyklu České pohádky) (režie: Ludvík Ráža)
- Jak se sedlák se selkou ulakomili (z cyklu České pohádky) (režie: Ludvík Ráža)
- Tři strýčkové a Dominik (režie: Vlasta Janečková)
- O Honzovi a princezně Félince (režie: Vlasta Janečková)
- Jak se Mette chtěla stát královnou (režie: Vlasta Janečková)
- O princezně na hrášku (z cyklu Andersenovy pohádky) (režie: Věra Jordánová)
- Co dělá táta, je vždycky správné (z cyklu Andersenovy pohádky) (režie: Věra Jordánová)
- Pohádka o Honzovi (z cyklu Andersenovy pohádky) (režie: Věra Jordánová)
- Císařovy nové šaty (z cyklu Andersenovy pohádky) (režie: Věra Jordánová)
- Pasáček vepřů (z cyklu Andersenovy pohádky) (režie: Věra Jordánová)
- Létající kufr (z cyklu Andersenovy pohádky) (režie: Věra Jordánová)
- Těžká početní úloha (z cyklu Andersenovy pohádky) (režie: Věra Jordánová)
- Vo modrým ptáčku (režie: Věra Jordánová)
- Čertův švagr (režie: Věra Jordánová)
- Dick Whittington (režie: Věra Jordánová)
- Lev a jeho brýle (režie: Libuše Koutná)
- O princi Malíčkovi (režie: Libuše Koutná)
- Jak se stal Janek králem anglickým (režie: Renata Mázelová)
- Růžová Anička (režie: Josef Vondráček)
- O pasáčkovi a labutích princeznách (režie: Ivan Horský)
- Šíleně smutná princezna (režie: Bořivoj Zeman)

## 1969
- Neohrožený Mikeš (režie: Ludvík Ráža)
- Pan Větrovský z Větrova a paní Deštná z Dešťova (režie: Ludvík Ráža)
- Učedník čaroděje Čáryfuka (režie: Vlasta Janečková)
- Popelka (režie: Vlasta Janečková)
- Hádavá pohádka (režie: Vlasta Janečková)
- O šesti ošklivých princeznách (režie: Vlasta Janečková)
- Obr z Černé skály (režie: Věra Jordánová)
- Princezna Lada (režie: Věra Jordánová)
- Hádankář Vojta (režie: Věra Jordánová)
- Dvě Cecilky (režie: Věra Jordánová)
- O statečném Petrovi (režie: Věra Jordánová)
- O třech ztracených princeznách (z cyklu Norské pohádky) (režie: Věra Jordánová)
- O obrovi, který neměl srdce v těle (z cyklu Norské pohádky) (režie: Věra Jordánová)
- O hloupém Matějovi (z cyklu Norské pohádky) (režie: Věra Jordánová)
- Na východ od slunce, na západ od Měsíce (z cyklu Norské pohádky) (režie: Věra Jordánová)
- O divoké kachně (z cyklu Norské pohádky) (režie: Věra Jordánová)
- Soused modrovous (z cyklu Norské pohádky) (režie: Věra Jordánová)
- Ole a její pomocníci (z cyklu Norské pohádky) (režie: Věra Jordánová)
- Kalif čápem (režie: Pavel Kraus)
- O chytrém Ondrovi (režie: Libuše Koutná)
- Jak v Bratrouchově vyzráli na hastrmana (režie: Václav Tomšovský)
- O Slunečníku, Měsičníku a Větrníku (režie: Václav Tomšovský)
- Honza a zázračná fazole (režie: Svatava Simonová)
- Hodinářská romance (režie: J. Vágner)

## 1970
- Drobínek (režie: Ludvík Ráža)
- Kalifův prsten (režie: Ludvík Ráža)
- Slavík (režie: Vlasta Janečková)
- O hradu Zásadce a turecké vojně (režie: Věra Jordánová)
- Žabí muzikál (režie: Věra Jordánová)
- Proč je v moři slaná voda (z cyklu Francouzské pohádky) (režie: Věra Jordánová)
- O Sedmikrásce (z cyklu Francouzské pohádky) (režie: Věra Jordánová)
- Jak se stala pyšná princezna žebrákovou ženou (z cyklu Francouzské pohádky) (režie: Věra Jordánová)
- O statečném rytíři Janovi (z cyklu Francouzské pohádky) (režie: Věra Jordánová)
- Tajemný hrad Yverdon (z cyklu Francouzské pohádky) (režie: Věra Jordánová)
- Princezna husopaska (z cyklu Francouzské pohádky) (režie: Věra Jordánová)
- O princezně z ďáblovy rokle (z cyklu Francouzské pohádky) (režie: Věra Jordánová)
- Nejsem chmýrko na bodláku (režie: Libuše Koutná)
- Čert a Káča (režie: Libuše Koutná)
- Klíčová dírka pro zvědavou princeznu (režie: Libuše Koutná)
- Království dne a noci (režie: Libuše Koutná)
- O tlustém pradědečkovi (režie: Pavel Kraus)
- Jak se stal hastrman v Rokytnici ševcem (režie: Pavel Kraus)
- O princezně ve věži (režie: Pavel Kraus)
- Zlatá jablka (z cyklu Kavkazské pohádky)
- O králi sedmilháři (z cyklu Kavkazské pohádky)
- O třech bratřích, kteří si byli podobní jako vejce vejci (z cyklu Kavkazské pohádky)
- O hezkém mládenci a třech pomocnících (z cyklu Kavkazské pohádky)
- O Soslanovi a krásné Koser (z cyklu Kavkazské pohádky)
- Pohádka o kabátu (z cyklu Kavkazské pohádky)
- Jak se stal Mravenec královým rádcem (z cyklu Kavkazské pohádky)
- Dobrodružství čerta Brumtelese (režie: Zdeněk Havlíček)

## 1971
- Král, kejklíř a hvězdář (režie: Ludvík Ráža)
- Vietnamské pohádky (cyklus) (režie: Ludvík Ráža)
- Vodník z kaňky (režie: Vlasta Janečková)
- Růže a prsten (režie: Vlasta Janečková)
- O Pomněnce (režie: Vlasta Janečková)
- Mrtvý princ (režie: Vlasta Janečková)
- O vytrestaném soudci (z cyklu Pohádky z tisíce a jedné noci) (režie: Věra Jordánová)
- Alí baba a čtyřicet loupežníků (z cyklu Pohádky z tisíce a jedné noci) (režie: Věra Jordánová)
- Abúl Hasan čtverák (z cyklu Pohádky z tisíce a jedné noci) (režie: Věra Jordánová)
- Alladinova kouzelná lampa (z cyklu Pohádky z tisíce a jedné noci) (režie: Věra Jordánová)
- O dceři kupcově a synu krále iráckého (z cyklu Pohádky z tisíce a jedné noci) (režie: Věra Jordánová)
- O ptáku se smaragdovým peřím (z cyklu Pohádky z tisíce a jedné noci) (režie: Věra Jordánová)
- Ebenový kůň (z cyklu Pohádky z tisíce a jedné noci) (režie: Věra Jordánová)
- Drak Šustidrak (režie: Věra Jordánová)
- Krkonošské hromování (režie: Libuše Koutná)
- Nemaluj si čerta na zeď (režie: Pavel Kraus)
- Konec draka Kusodrápa (režie: Pavel Kraus)
- Uloupený princ (režie: Pavel Kraus)
- Kráska a zvíře (režie: Antonín Moskalyk)
- Poloviční kouzelníci (režie: Jiří Vanýsek)
- Zlatá hvězda na cestách (režie: Václav Hudeček)
- Bílý mouřenin (režie: Jaroslav Nedvěd)
- Mlýn U pěti čertů (režie: Alois Müller)

## 1972
- Maurův odkaz (režie: Ludvík Ráža)
- Červená Karkulka (režie: Vlasta Janečková)
- Magnolia (režie: Vlasta Janečková)
- Z pohádky do pohádky (režie: Vlasta Janečková)
- Hrdinové z pohádek (pořad) (režie: Věra Jordánová a Pavel Kraus)
- Svatá noc (režie: Věra Jordánová)
- Čarodějův učeň (režie: Věra Jordánová)
- Pohádka o drakovi (režie: Pavel Kraus)
- O Bumbrlíčkovi (režie: Pavel Kraus)
- O chrabré Kordule (režie: Libuše Koutná)
- Divoké labutě (režie: Renata Mázelová)
- Studánka Bílé panenky (režie: Josef Vondráček)
- Modrý koberec (režie: Josef Vondráček)
- Královna Černá růže (režie: Josef Vondráček)
- Kamenný kvítek (režie: Josef Vondráček)
- Královská ozvěna (režie: Václav Hudeček)
- Jak Anče s komtesou k modrému z nebe přišly (režie: Josef Henke a Josef Vondráček)
- Tomášova slunečnice (režie: Milan Peloušek)

## 1973
- Lesní panna (režie: Jiří Bělka)
- O čiperné Markétě (z cyklu Německé pohádky) (režie: Ludvík Ráža)
- O třech dubech (z cyklu Německé pohádky) (režie: Ludvík Ráža)
- O duchu v láhvi (z cyklu Německé pohádky) (režie: Ludvík Ráža)
- O starém komínu (z cyklu Německé pohádky) (režie: Ludvík Ráža)
- O doktoru Vševědovi (z cyklu Německé pohádky) (režie: Ludvík Ráža)
- Dary skřítků (z cyklu Německé pohádky) (režie: Ludvík Ráža)
- Jak se muzikant stal králem (z cyklu Německé pohádky) (režie: Ludvík Ráža)
- Zlatovláska (režie: Vlasta Janečková)
- Skleněná panna (režie: Věra Jordánová)
- O ševci Matějovi (režie: Pavel Kraus)
- Staré sedlo (režie: Pavel Kraus)
- Trávnička (režie: Josef Vondráček)
- Sněhurka (režie: Josef Vondráček)
- Měsíční kámen (režie: Václav Hudeček)
- Poklad krále Davida (režie: Václav Hudeček)
- Zlatý kluk (režie: Jiří Volkmer)

## 1974
- Jak se Honza učil bát (režie: Vlasta Janečková)
- Chytrost má děravé šaty (režie: Vlasta Janečková)
- Princ Chocholouš (režie: Věra Jordánová)
- Padla kosa na kámen (režie: Věra Jordánová)
- Krkonošské pohádky (seriál) (režie: Věra Jordánová)
- Zbojník Ondráš (režie: Pavel Kraus)
- Oživlé obrazy (režie: Pavel Kraus)
- O princi Janovi a princezně Marfušce (režie: Renata Mázelová)
- Lesní ženka (režie: Josef Vondráček)
- Honza a Růžová panenka (režie: Svatava Simonová)
- Potulné pohádkové divadlo (režie: Jiří Vanýsek)
- O Emínce a Havlíčkovi (režie: Jiřina Pokorná)
- Princezna Turandot (režie: Anna Procházková)
- Kleofášek (režie: Tomáš Kulík)
- Jak se Kudla přepočítal (režie: Rudolf Tesáček)
- Zlatohlávek (režie: Jaromír Zaoral)

## 1975
- Zlatá přadlena (režie: Věra Jordánová)
- Čertova nevěsta (režie: Věra Jordánová)
- Hamernická povídačka (režie: Libuše Koutná)
- O princezně Solimánské (režie: Libuše Koutná)
- O Nanynčiných koláčích (režie: Pavel Kraus)
- Poklad pod černou hláskou (režie: Pavel Kraus)
- Jak se ševcem šili čerti (režie: Svatava Simonová)
- Potulné pohádkové divadlo (režie: Jiří Vanýsek)
- Pasáček Jirka (režie: Tomáš Kulík)
- O malém sedláčkovi a velké dýni (z cyklu Francouzské pohádky) (režie: Josef Platz)
- O třech bratrech a čtyřech muzikantech (z cyklu Francouzské pohádky) (režie: Josef Platz)
- O čtyřech rozšafných sousedech (z cyklu Francouzské pohádky) (režie: Josef Platz)
- O dívce, která šla za vojáka (z cyklu Francouzské pohádky) (režie: Josef Platz)
- O jednom uhlíři a dvou mlynářských (z cyklu Francouzské pohádky) (režie: Josef Platz)
- Třesky plesky (z cyklu Francouzské pohádky) (režie: Josef Platz)
- O statečném Gi a ukradené princezně (z cyklu Francouzské pohádky) (režie: Josef Platz)
- Čert na zemi (režie: Pavel Háša)
- Měsíční víla (režie: Kuba Jureček)
- Král Honza (režie: Eva Hallerová)
- Hvězdička Niké (režie: Zdeněk Miczko)

## 1976
- Nezbedná pohádka (režie: Vlasta Janečková)
- Krása (režie: Vlasta Janečková)
- Panenka z vltavské tůně (režie: Věra Jordánová)
- Ivanka a Marijka (režie: Libuše Koutná)
- O stříbrném kamínku (režie: Libuše Koutná)
- Zlaté pometlo (režie: Libuše Koutná)
- O Terezce a paní Madam (režie: Libuše Koutná)
- Hrající deštník (režie: Pavel Kraus)
- O Všudybylovi (režie: Svatava Simonová)
- O třech vandrovnících (režie: Eva Hallerová)
- Pohádka z větrného lesa (režie: Pavel Rímský)
- Dalskabáty, hříšná ves aneb Zapomenutý čert (režie: Jaroslav Novotný)
- Birlibán (režie: Miloš Bobek)
- O třech bratřích (režie: Jiří Adamec)
- Jablíčko z laciného kraje (režie: Milan Peloušek)
- Pat a Mat

## 1977
- O líném Honzovi (režie: Vlasta Janečková)
- Uloupený smích (režie: Věra Jordánová)
- Blaťácká povídačka (režie: Věra Jordánová)
- Vo Brikitě (režie: Libuše Koutná)
- Florijánkovo štěstí (režie: Libuše Koutná)
- Dary hadího krále (režie: Libuše Koutná)
- Povídám, povídám pohádku (minisérie) (režie: Svatava Simonová)
- O Honzovi a Barušce (režie: Jiří Adamec)
- Jablíčko se dokoulelo (režie: Jiří Adamec)
- Daleko, hluboko a vysoko (režie: Milan Peloušek)
- Krejčí Záševek a bradatý kámen (režie: Milan Peloušek)
- Nevěsta v pytli (režie: Milan Peloušek)
- Popelka (režie: Jan Bonaventura)
- Kouzelné hodinky (režie: Zdeněk Zydroň)
- Čarovný čaj (režie: Zdeněk Zydroň)
- Honza málem králem (režie: Bořivoj Zeman)

## 1978
- Sněhurka (režie: Ludvík Ráža)
- O statečné princezně Janě (režie: Vlasta Janečková)
- Pohádka o ebenovém koni (režie: Věra Jordánová)
- Já nechci být víla (režie: Věra Jordánová)
- Čarovné prstýnky (režie: Věra Jordánová)
- Kačenka a Zlatovlásek (režie: Libuše Koutná)
- Ježčí kůže (režie: Libuše Koutná)
- O vysoké věži (režie: Pavel Kraus)
- Hejkal (režie: Pavel Kraus)
- Šťastný motýl (režie: Svatava Simonová)
- Kouzelné dřeváky (režie: Rudolf Tesáček)
- Krajíček chleba (režie: Eva Hallerová)
- Paví král (režie: Jiří Adamec)
- O chytrém strašákovi (režie: Milan Peloušek)
- Kdo probudí dešťovou vílu (režie: Milan Peloušek)
- Tonička z královské chalupy (režie: Marie Barušová)
- Tajemství starého hradu (režie: Zdeněk Miczko)
- Jak unesli Bonaparta (režie: neznámý)
- O Petruškovi (režie: Josef Krofta)
- Smrt na hrušce (režie: Jan Urbášek)

## 1979
- Švec Janek v pohádkové zemi (režie: Vlasta Janečková)
- O chudém královstvíčku (režie: Vlasta Janečková)
- O malířově lidušce (režie: Pavel Kraus)
- Hastrmanská povídačka (režie: Libuše Koutná)
- O hruškách ušatkách a jablíčku parohátku (režie: Libuše Koutná)
- Jedničky má papoušek (režie: Libuše Koutná)
- Bílá kočička (režie: Libuše Koutná)
- Jitčiny prázdniny (režie: Josef Vondráček)
- Velká policejní pohádka (režie: Svatava Simonová)
- O zakleté princezně (režie: Svatava Simonová)
- Plášť pro vítr (režie: Miloš Bobek)
- O podivném draku na Kamenné hůrce (režie: Milan Peloušek)
- Láďo, ty jsi princezna! (režie: Jan Bonaventura)
- Kouzelný televizor (režie: Zdeněk Zydroň)

## 1980
- Pohádka z šafránové louky (režie: Vlasta Janečková)
- Hadač od Saidovy zahrady (režie: Věra Jordánová)
- O ptáku Ohniváku (režie: Libuše Koutná)
- Nebojte se na Česnečce (režie: Libuše Koutná)
- Loupežnická pohádka (režie: Libuše Koutná)
- Strach má velké oči (režie: Pavel Kraus)
- Sestřičky růží (režie: Svatava Simonová)
- Pastýřská pohádka (režie: Svatava Simonová)
- Meluzína (režie: Svatava Simonová)
- Zlatý náhrdelník (režie: Antonín Moskalyk)
- Honzík a duhový klobouk (režie: Miloš Bobek)
- A nebojíš se, princezničko? (režie: Miloš Bobek)
- Princové jsou na draka (režie: Jiří Adamec)
- O Stehlíkovi a Juliánce (režie: Milan Peloušek)
- Zlatá panna (režie: Vojtěch Štursa)
- Pohádka o Honzovi (režie: Ilja Bojanovský a Pavel Šmok)
- Arabela (seriál) (režie: Václav Vorlíček)

## 1981
- Pohádka o mokrosuchém štěstí (režie: Ludvík Ráža)
- Předeme, předeme zlatou nitku (režie: Vlasta Janečková)
- O vodě, lásce a štěstí (režie: Vlasta Janečková)
- Burácení s Burácem (režie: Vlasta Janečková)
- Královna bludiček (režie: Věra Jordánová)
- Jak se peče štěstí (režie: Libuše Koutná)
- O stříbrném a zlatém vajíčku (režie: Svatava Simonová)
- Chudák muzika (režie: Svatava Simonová)
- Vašíček a lesní muži (režie: Marie Barušová)
- Kocourek Modroočko (režie: Hana Teislerová)
- Dřevěné království (režie: Eugen Sokolovský ml.)

## 1982
- To se ti povedlo, Julie (režie: Vlasta Janečková)
- Střepy nesou někdy štěstí (režie: Vlasta Janečková)
- Jak Jaromil ke štěstí přišel (režie: Vlasta Janečková)
- Červánková královna (režie: Vlasta Janečková)
- Potrhlá Andula (režie: Věra Jordánová)
- Nejhlavnější hodinky na světě (režie: Věra Jordánová)
- Pošťácká pohádka (režie: Libuše Koutná)
- O brokátové růži a slavíku z perleti (režie: Libuše Koutná)
- Doktorská pohádka (režie: Libuše Koutná)
- Vojáček a dračí princezna (režie: Svatava Simonová)
- Třeboňská pohádka (režie: Svatava Simonová)
- Taneček přes dvě pekla (režie: Jiřina Pokorná)
- Sazička pro štěstí (režie: Eugen Sokolovský ml.)
- Čertovy kameny (režie: Vladimír Karlík)
- Jak Honza Kačenku dostal (režie: Bedřich Jansa)
- O labuti (režie: Jaromil Jireš)
- Janík a Ivanka (režie: Ivan Procházka)
- Sůl nad zlato (režie: Martin Hollý ml.)

## 1983
- O zakletém hadovi (režie: Vlasta Janečková)
- O velkém nosu (režie: Vlasta Janečková)
- Hodina splněných přání (režie: Vlasta Janečková)
- Šáteček a jablíčko (režie: Věra Jordánová)
- O hodném Fridolínovi a zlé Józe (režie: Věra Jordánová)
- O bílém jadýrku (režie: Věra Jordánová)
- Nevěsta z obrázku (režie: Věra Jordánová)
- Kmotři z blat (režie: Věra Jordánová)
- Velká kočičí pohádka (režie: Libuše Koutná)
- Perníkový dědek (režie: Svatava Simonová)
- Darmošlap z Nemanic a princezna Terezka (režie: Svatava Simonová)
- Co poudala bába Futeř (režie: Svatava Simonová)
- Anulka a pan Pětiočko (režie: Svatava Simonová)
- O závojích bez nevěst (z cyklu Slané pohádky) (režie: Jiřina Pokorná-Makoszová)
- Prkýnkové želvy (z cyklu Slané pohádky) (režie: Jiřina Pokorná-Makoszová)
- O skafandrech na souš (z cyklu Slané pohádky) (režie: Jiřina Pokorná-Makoszová)
- O korálových vílách (z cyklu Slané pohádky) (režie: Jiřina Pokorná-Makoszová)
- O spící princezně, šípkových růžích a uražené víle (režie: Miloš Bobek)
- Pastýřka a kominíček (režie: Jan Bonaventura)
- Soudce a drahokam (režie: Vojtěch Štursa)
- Paleček písnička (režie: Hana Teislerová)
- O chytrém šachovi (režie: Eugen Sokolovský ml.)
- Medvídkov (pořad) (režie: Eugen Sokolovský ml.)
- Modrý kosatec (režie: Jana Semschová)
- Létající Čestmír (seriál) (režie: Václav Vorlíček)
- O statečném kováři (režie: Petr Švéda)

## 1984
- Koloběžka první (režie: Ludvík Ráža)
- Čertův švagr (režie: Vlasta Janečková)
- Budulínek Mandelinka (režie: Vlasta Janečková)
- Až já budu královna (režie: Vlasta Janečková)
- Zlaté kapradí (režie: Věra Jordánová)
- Tlustý pradědeček (režie: Věra Jordánová)
- O líné Nitce a prstýnku s rubínem (režie: Věra Jordánová)
- Letní pohádka (režie: Věra Jordánová)
- Ferdinande, vrať se (režie: Věra Jordánová)
- O princezně Solimánské (režie: Libuše Koutná)
- Králi, já mám nápad (režie: Svatava Simonová)
- Honza a tři zakleté princezny (režie: Svatava Simonová)
- Anynka a čert (režie: Svatava Simonová)
- Chytrá princezna (režie: Václav Hudeček)
- O botách se žralokem (z cyklu Slané pohádky) (režie: Jiřina Pokorná-Makoszová)
- O námořní bitvě (z cyklu Slané pohádky) (režie: Jiřina Pokorná-Makoszová)
- O nosaté čarodějnici (režie: Jiřina Pokorná-Makoszová)
- Pihulka a Kaňka (seriál) (režie: Jiřina Pokorná-Makoszová)
- Dům U Tří vlaštoviček (režie: Josef Platz)
- Tři princezny tanečnice (režie: Miloš Bobek)
- Mykolko - hop! (režie: Miloš Bobek)
- Čarovná rybí kostička (režie: Miloš Bobek)
- O loupežnické Dorce (režie: Hana Teislerová)
- Ztracené hodinky (režie: Eugen Sokolovský ml.)
- Zelený ptáček (režie: Eugen Sokolovský ml.)
- Jak princezna hádala, až prohádala (režie: Bedřich Jansa)
- Hloupá pohádka (režie: Eduard Sedlář)
- Nasredin (režie: Zdeněk Kaloč)
- Janek Pětrandočepice (režie: Zdeněk Miczko)

## 1985
- O chytrém Honzovi (režie: Ludvík Ráža)
- Putování za měsiční nitkou (režie: Věra Jordánová)
- Pták Žal (režie: Věra Jordánová)
- O chamtivém strašidle (režie: Věra Jordánová)
- Chán Sulejmán a víla Fatmé (režie: Věra Jordánová)
- O Rozárce a zakletém králi (režie: Libuše Koutná)
- Spící princ (režie: Pavel Kraus)
- Vodník v pivovaře (režie: Svatava Simonová)
- Sedmipírek (režie: Svatava Simonová)
- O Honzovi a princezně Dorince (režie: Svatava Simonová)
- Když hraje klarinet (režie: Svatava Simonová)
- Jamamba (režie: Svatava Simonová)
- Princezny nejsou vždycky na vdávání (režie: Jiřina Pokorná-Makoszová)
- Jak se tančí brumbambule (režie: Jiřina Pokorná-Makoszová)
- Perly a růže (režie: Miloš Bobek)
- Vařili, vařili pohádku (režie: Hana Teislerová)
- O princezně, která nesměla na slunce (režie: Hana Teislerová)
- Šahrazád (režie: Eugen Sokolovský ml.)
- Slunečnice (režie: Vladimír Karlík)
- O loupežníku Olbramovi (režie: Vladimír Karlík)
- A co ten ruksak, králi? (režie: Vladimír Karlík)
- Alenka v říši divů (režie: Adam Rezek)
- Přezůvky štěstěny (režie: Vladimír Kavčiak)
- Zazpívej, skřivánku! (režie: Jindřich Procházka)
- Kouzelný krámek (režie: Antonín Moskalyk)
- O červeném mužíčkovi (z cyklu Z malované truhly) (režie: Jan Urbášek)
- O Ondrášovi a dvou tovaryších (z cyklu Z malované truhly) (režie: Jan Urbášek)

## 1986
- Pohádka z Kampy (režie: Vlasta Janečková)
- O rybáři a rybce (režie: Vlasta Janečková)
- O Popelákovi (režie: Vlasta Janečková)
- Švec z konce světa (režie: Věra Jordánová)
- Statečný Azmun (režie: Věra Jordánová)
- Pavouk se smaragdovýma očima (režie: Věra Jordánová)
- O buchtách a milování (režie: Věra Jordánová)
- O kouzelné píšťalce (režie: Věra Jordánová)
- Pohádka o lidské duši (režie: Libuše Koutná)
- O štěstí a kráse (režie: Libuše Koutná)
- Jak se mele babí hněv (režie: Libuše Koutná)
- Bratr a sestra (režie: Svatava Simonová)
- Vděčná zvířátka (režie: Svatava Simonová)
- Pohádka bez konce (režie: Svatava Simonová)
- Píseň o statečném Heřmanovi a sličné Jitce (režie: Svatava Simonová)
- O ztracené kuchařce (režie: Svatava Simonová)
- Prstýnek bez kamínku (režie: Jiřina Pokorná-Makoszová)
- Plaváček (režie: Jiřina Pokorná-Makoszová)
- Klobouk, měšec a láska (režie: Jiřina Pokorná-Makoszová)
- Blankytná pohádka (režie: Anna Procházková)
- Rubínová pohádka (režie: Miloš Bobek)
- Jak Matýsek přehodil výhybku (režie: Miloš Bobek)
- Co takhle svatba, princi? (režie: Jiří Adamec)
- Třetí sudička (režie: Vojtěch Štursa)
- Sny kominíka Sazivce (režie: Hana Teislerová)
- Kterak Honza ze zámku utekl (režie: Hana Teislerová)
- Svědectví čarovného zvonu (režie: Eugen Sokolovský ml.)
- O princezně, která ráčkovala (režie: Vladimír Karlík)
- O houbovém Kubovi a princi Jakubovi (režie: Vladimír Karlík)
- Tulakóna (režie: Jana Ševčíková)
- Čarodějův učeň aneb o oslí hlavě (z cyklu Z malované truhly) (režie: Jan Urbášek)
- O zlatých houbách (z cyklu Z malované truhly) (režie: Jan Urbášek)
- O vodníkových píšťalkách (z cyklu Z malované truhly) (režie: Jan Urbášek)
- O Permoníkovi a kouzelném kladívku (z cyklu Z malované truhly) (režie: Jan Urbášek)

## 1987
- Bratři (režie: Ludvík Ráža)
- Kouzelný cedníček (režie: Vlasta Janečková)
- Jak se princ učil řemeslu (režie: Vlasta Janečková)
- Hádání s Hadovkou (režie: Vlasta Janečková)
- O houslích krále snů (režie: Věra Jordánová)
- Balónová pohádka (režie: Věra Jordánová)
- Drátenická pohádka (režie: Věra Jordánová)
- O princezně na klíček (režie: Libuše Koutná)
- O lesním království (režie: Svatava Simonová)
- Motovidla (režie: Svatava Simonová)
- Honza a tajemná hastroška (režie: Svatava Simonová)
- Vltavská víla (režie: Jiřina Pokorná-Makoszová)
- Sychravé království (režie: Jiřina Pokorná-Makoszová)
- Mistr Pleticha a pastýř Jehňátko (režie: Jiřina Pokorná-Makoszová)
- Nechte to koňovi (režie: Jiřina Pokorná-Makoszová)
- O Marušce (z cyklu Strom pohádek) (režie: Jiřina Pokorná-Makoszová)
- O bílé laňce (z cyklu Strom pohádek) (režie: Jiřina Pokorná-Makoszová)
- O perníkové chaloupce (z cyklu Strom pohádek) (režie: Miloš Bobek)
- Kde bydlí štěstí (režie: Miloš Bobek)
- Tři obři a vlak (režie: Miloš Bobek)
- Honza a drak (režie: Miloš Bobek)
- Terezka (režie: Jan Bonaventura)
- Víla Lucie (režie: Hana Teislerová)
- O písaři Tomáškovi (režie: Eugen Sokolovský ml.)
- O falešných muzikantech (režie: Eugen Sokolovský ml.)
- Podivná nevěsta (režie: Vladimír Karlík)
- O nejchytřejší princezně (režie: Vladimír Karlík)
- Holčičí kapela (režie: Bedřich Jansa)
- O Háderunovi a víle Elóře (režie: Jaromil Jireš)

## 1988
- O zrzavé Andule (režie: Vlasta Janečková)
- Motanice (režie: Vlasta Janečková)
- Sedm sestřiček (režie: Libuše Koutná)
- Paní Liška (režie: Libuše Koutná)
- O princi Bečkovi (režie: Libuše Koutná)
- Zlatý copánek (režie: Svatava Simonová)
- Co medvědi nevědí (režie: Svatava Simonová)
- Bludiště cest (režie: Svatava Simonová)
- Bez práce nejsou koláče (z cyklu Strom pohádek) (režie: Jiřina Pokorná-Makoszová)
- O chytré Marině (z cyklu Strom pohádek) (režie: Jiřina Pokorná-Makoszová)
- O třech synech (z cyklu Strom pohádek) (režie: Jiřina Pokorná-Makoszová)
- Rozhodni, obraze krásný (z cyklu Strom pohádek) (režie: Jiřina Pokorná-Makoszová)
- Kalhoty od krejčího ze Lhoty (režie: Jiřina Pokorná-Makoszová)
- My se vlka nebojíme (režie: Pavel Háša)
- Pouťová pohádka (režie: Miloš Bobek)
- Libeňský čaroděj (režie: Miloš Bobek)
- Čert a dráha (režie: Miloš Bobek)
- Ať přiletí čáp, královno! (režie: Jiří Adamec)
- Zlatá flétna (režie: Jan Bonaventura)
- Rozsudky soudce Ooky (režie: Eugen Sokolovský ml.)
- Bratr Paleček (režie: Eugen Sokolovský ml.)
- Příběhy soudce Ooky (seriál) (režie: Eugen Sokolovský ml.)
- O kouzelnici Klotýnce (režie: Vladimír Karlík)
- Kouzelnice od Křídového potoka (režie: Vladimír Karlík)
- Čertova skála (režie: Vladimír Karlík)
- Černovláska (režie: Adam Rezek)
- To nám byl čert dlužen (režie: Petr Obdržálek)
- Divoké labutě (z cyklu Strom pohádek) (režie: Petr Obdržálek)
- Komu straší ve věži (režie: Pavel Brabec)
- Dvojčata (režie: Eva Sadková)
- Princezna písnička (režie: neznámý)
- Nebojsa (režie: Julius Matula)

## 1989
- Putování po Blažených ostrovech (režie: Ludvík Ráža)
- O podezíravém králi (režie: Vlasta Janečková)
- Fubu (režie: Vlasta Janečková)
- O komtesce a zbojníkovi (režie: Věra Jordánová)
- O kouzelné šišce (režie: Věra Jordánová)
- Kdo probudí Pindruše? (režie: Libuše Koutná)
- Barnabáš a Tobiáš aneb cestovní kancelář Krasohled (režie: Libuše Koutná)
- Kláním se, měsíci (režie: Svatava Simonová)
- Berenika (režie: Svatava Simonová)
- Dobro a zlo (z cyklu Strom pohádek) (režie: Jiřina Pokorná-Makoszová)
- Pasáček a císařova dcera (z cyklu Strom pohádek) (režie: Jiřina Pokorná-Makoszová)
- Království stromů (režie: Jiřina Pokorná-Makoszová)
- Pane králi, jdeme z dáli (režie: Jiřina Pokorná-Makoszová)
- O čarovné Laskonce: Princ Hněvsa (režie: Jiřina Pokorná-Makoszová)
- O čarovné Laskonce: Povídavá pohádka (režie: Jiřina Pokorná-Makoszová)
- O čarovné Laskonce: Princezna Kazi (režie: Jiřina Pokorná-Makoszová)
- O čarovné Laskonce: Žalobnická pohádka (režie: Jiřina Pokorná-Makoszová)
- Kočičí ples (režie: Miloš Bobek)
- Král lenochů (režie: Vojtěch Štursa)
- Abaj a Žabaj (režie: Eugen Sokolovský ml.)
- Foukaliště (režie: Vladimír Karlík)
- O princi, který měl smůlu (režie: Petr Obdržálek)
- Královna štěstí (režie: Petr Obdržálek)
- Co zpívaly javorové housličky (z cyklu Z malované truhly) (režie: Jan Urbášek)

## 1990
- O Janovi a podivuhodném příteli (režie: Ludvík Ráža)
- Perníkářka a větrný mládenec (režie: Vlasta Janečková)
- Zmatky kolem Katky (režie: Vlasta Janečková)
- Princezna Slonbidlo (režie: Vlasta Janečková)
- O nebojácné Bětce (režie: Vlasta Janečková)
- O hloupé havířce (režie: Vlasta Janečková)
- Kdo dostane burák? (režie: Vlasta Janečková)
- Hádanice (režie: Vlasta Janečková)
- O těch Martinových dudách (režie: Věra Jordánová)
- O Radkovi a Mileně (režie: Věra Jordánová)
- Démantový déšť (režie: Věra Jordánová)
- Ahmed a Hazar (režie: Věra Jordánová)
- Zrcadlo (režie: Svatava Simonová)
- Zachýsek, zvaný Rumělka (režie: Svatava Simonová)
- Jehlice Sluneční paní (režie: Svatava Simonová)
- Koho ofoukne větříček (režie: Svatava Simonová)
- Duch času (režie: Svatava Simonová)
- Jak s Kubou šili všichni čerti (režie: Jiřina Pokorná-Makoszová)
- Třináctery hodiny (režie: Josef Platz)
- Princezna Hyacinta a tříhlavý drak (z cyklu Pohádky pod lupou) (režie: Miloš Bobek)
- Záhada perníkové chaloupky (z cyklu Pohádky pod lupou) (režie: Miloš Bobek)
- Tajemství popelčina střevíčku (z cyklu Pohádky pod lupou) (režie: Miloš Bobek)
- Sněhurčino polepšení (z cyklu Pohádky pod lupou) (režie: Miloš Bobek)
- Jak Vojtěch pro princeznu do ohně skočil (režie: Vladimír Karlík)
- Zlatý ostrov (režie: Adam Rezek)
- Heřmánková víla (režie: Petr Burian)
- Husarská čest (režie: Petr Burian)
- Bylinková princezna (režie: Jiří Vondráček)
- Jak pirát Grobián loupil (z cyklu Z malované truhly) (režie: Jan Urbášek)

## 1991
- Princezna za dukát (režie: Vlasta Janečková)
- O třech stříbrných hřebenech (režie: Vlasta Janečková)
- Krásná čarodějka (režie: Vlasta Janečková)
- Král a zloděj (režie: Vlasta Janečková)
- Usmívat se, prosím (režie: Svatava Simonová)
- Tajemství (režie: Svatava Simonová)
- Rudá Divuše (režie: Svatava Simonová)
- Princezna Duše (režie: Svatava Simonová)
- Pohádka o touze (režie: Svatava Simonová)
- Lhát se nemá, princezno! (režie: Jiřina Pokorná-Makoszová)
- Kosmická čarodějnice v Čeboni (režie: Miloš Bobek)
- Ztracená dcera z Frýdlantu hradu (režie: Miloš Bobek)
- O líné Pepině, Vojtovi a sedmi raraších (režie: Eugen Sokolovský ml.)
- Víla z jeskyně zla (režie: Adam Rezek)

## 1992
- Světýlka z blat (režie: Vlasta Janečková)
- Pravda a lež (režie: Vlasta Janečková)
- Ariadnina nit (režie: Věra Jordánová)
- Pastýř a princezna (režie: Věra Jordánová)
- Dvanáct měsíčků (režie: Libuše Koutná)
- Pohádka o prolhaném království (režie: Svatava Simonová)
- O princi, který měl o kolečko víc (režie: Svatava Simonová)
- O myrtové panně (režie: Svatava Simonová)
- Růžový květ (režie: Josef Henke)
- Klíček ke štěstí (režie: Miloš Bobek)
- Dunajská královna (režie: Miloš Bobek)
- Jaké vlasy má Zlatovláska? (režie: Adam Rezek)
- O vodníkovi a housličkách (režie: Petr Burian)
- Král, který rád hrál (režie: Petr Burian)
- Dva Janové a ovečka (režie: Petr Burian)
- Kocourkov (režie: Karel Smyczek)
- Ať ten kůň mlčí! (režie: Ladislav Smoljak)

## 1993
- Sedmero krkavců (režie: Ludvík Ráža)
- O zázračné mouše (režie: Vlasta Janečková)
- Dick Whittington (režie: Vlasta Janečková)
- Česká muzika (režie: Vlasta Janečková)
- Jánošova kouzelná flétnička (režie: Věra Jordánová)
- O dvou sestrách a Noční květině (režie: Svatava Simonová)
- Zelený rytíř (režie: Svatava Simonová)
- Kryštof a Kristina (režie: Svatava Simonová)
- Hora jménem Andělská (režie: Svatava Simonová)
- Arachné (režie: Josef Platz)
- O začarované vlčici (režie: Miloš Bobek)
- Tři dary lásky (režie: Miloš Bobek)
- Pohádka o věrnosti (režie: Miloš Bobek)
- Neklejte princi (režie: Miloš Bobek)
- Květuška a její zahrádka (režie: Jan Bonaventura)
- Modrý pták (režie: Jana Semschová)
- Anička s lískovými oříšky (režie: Aleš V. Horal)
- Království květin (režie: Josef Lamka)
- Království květin (seriál) (režie: Josef Lamka)
- Arabela se vrací aneb Rumburak králem Říše pohádek (seriál) (režie: Václav Vorlíček)
- O sochaři Pygmalionovi (režie: neznámý)
- Nesmrtelná teta (režie: Zdeněk Zelenka)

## 1994
- Pohádka o Faustovi (režie: František Filip)
- Noční mora (režie: Vlasta Janečková)
- Třetí noc pro čaroděje (režie: Vlasta Janečková)
- O zlatém pokladu (režie: Vlasta Janečková)
- Hrad stínů (režie: Vlasta Janečková)
- O nesytovi (režie: Věra Jordánová)
- Jak se stal švec Dratvička tchánem pana krále (režie: Věra Jordánová)
- Hvězdopravcův dar (režie: Věra Jordánová)
- Hořké víno (režie: Svatava Simonová)
- Bezvousák a princezna Kamila (režie: Jiřina Pokorná-Makoszová)
- Pohádka o splněných přáních (režie: Miloš Bobek)
- Duhová hora (režie: Miloš Bobek)
- Zlaté hejno (režie: Adam Rezek)
- Marie Růžička (1) (režie: Aleš V. Horal)
- Marie Růžička (2) (režie: Aleš V. Horal)
- Róza, stražné strašidlo (režie: Jaroslav Hykl)
- Černobílá pohádka (režie: Marcel Bystroň)
- Zmrazený Vasil (režie: Jiří Chlumský)

## 1995
- Kulihrášek a zakletá princezna (režie: František Filip)
- Sen o krásné panně (režie: Ludvík Ráža)
- Poutníci (režie: Vlasta Janečková)
- O moudré Sorfarině (režie: Vlasta Janečková)
- Princ z pohádky (režie: Věra Jordánová)
- O kumburské Meluzíně (režie: Věra Jordánová)
- Pohádka o lidech a Boží lékárně (režie: Svatava Simonová)
- Modrá krev (režie: Svatava Simonová)
- Rabín a jeho Golem (režie: Václav Vorlíček)
- Poslední slovo (režie: Zdeněk Zelenka)
- O zasněné Žofince (režie: Adam Rezek)
- Vápenička (režie: Petr Burian)
- Jediná na světě (režie: Jiří Chlumský)
- O Šedivákovi (režie: Milan Cieslar)
- Zlatník Ondra (režie: Zdeněk Havlíček)
- Ďábelské klíče (režie: Juraj Deák)
- Omyl děda Vševěda (režie: Jan Křtitel Sýkora)

## 1996
- Slavík (režie: František Filip)
- Prsten a řetěz (režie: František Filip)
- O sirotkovi z Radhoště (režie: Ludvík Ráža)
- Vodnická čertovina (režie: Vlasta Janečková)
- Ty, ty, ty, Moneti! (režie: Vlasta Janečková)
- O princi Truhlíkovi (režie: Vlasta Janečková)
- Není houba jako houba (režie: Vlasta Janečková)
- Jakub a Modřínka (režie: Věra Jordánová)
- Jak se Kuba stal mlynářem (režie: Věra Jordánová)
- Dědo, čaruj (režie: Věra Jordánová)
- Pohádka z větrného mlýna (režie: Svatava Simonová)
- Jak si pan Pinajs kupoval od kocoura sádlo (režie: Svatava Simonová)
- Pohádka o nejšťastnějším království (režie: Svatava Simonová)
- Štěstí krále Alfonse (režie: Pavel Háša)
- O kováři Básimovi (režie: Eduard Sedlář)
- O holiči a barvíři (režie: Eduard Sedlář)
- Velký dračí propadák (režie: Adam Rezek)
- O třech rytířích, krásné paní a lněné kytli (režie: Vladimír Drha)
- O princezně, která nesměla na slunce (režie: Vladimír Drha)
- O mrňavém obrovi (režie: Vladimír Drha)
- O králi, hvězdáři, kejklíři a třech muzikantech (režie: Zdeněk Havlíček)
- O princezně, měsíci a hvězdě (režie: Lenka Cingrošová)
- Cesta do pekla a zpátky (režie: Olga Švarcová)
- Chladné srdce (režie: Miroslav Sobota)

## 1997
- Zvědavý osel (režie: František Filip)
- Ptačí král (režie: František Filip)
- O spanilé Jašince (režie: Ludvík Ráža)
- Cyprián a bezhlavý prapradědeček (režie: Vlasta Janečková)
- Vojtík a duchové (režie: Vlasta Janečková)
- O zlé a dobré vodě (režie: Vlasta Janečková)
- Červený kamínek (režie: Vlasta Janečková)
- O vílách rojenicích (režie: Věra Jordánová)
- Jak vyléčit Ježibabu (režie: Věra Jordánová)
- Bronzová koruna (režie: Svatava Simonová)
- Kouzelnice (režie: Svatava Simonová)
- Princezna za tři koruny (režie: Jan Bonaventura)
- O Držgrešlovi a Drždukátovi (režie: Eugen Sokolovský ml.)
- RumplCimprCampr (režie: Zdeněk Zelenka)
- Čarodějné námluvy (režie: Vladimír Drha)
- Černokněžník (režie: Jiří Chlumský)
- Králův šašek (režie: Miroslav Sobota)
- Jak vyženit z pekla štěstí (režie: Jaroslav Hovorka)
- Vašek nešika a Šikulka šikovná (režie: Vladimír Morávek)
- Kouzelný bolehoj (režie: Magdalena Pivoňková)

## 1998
- O pyšném panovníkovi (režie: František Filip)
- Jak přišli kováři k měchu (režie: Vlasta Janečková)
- Tajemství mořské panny (režie: Vlasta Janečková)
- Smůla (režie: Vlasta Janečková)
- O Johance s dlouhými vlasy (režie: Věra Jordánová)
- Kouzelný šíp (režie: Věra Jordánová)
- O třech ospalých princeznách (režie: Svatava Simonová)
- O modrém ptáčku (režie: Svatava Simonová)
- Královny kouzelného lesa (režie: Svatava Simonová)
- Bedna s datlemi (režie: Eugen Sokolovský ml.)
- Dceruška růže (režie: Jana Semschová)
- Stříbrný a Ryšavec (režie: Vladimír Drha)
- Hvězda života (režie: Milan Cieslar)
- Čerte, drž se svého kopyta! (režie: Zdeněk Havlíček)
- Jak se Matěj učil čarodějem (režie: Olga Švarcová)
- Zkřížené meče (režie: Miroslav Sobota)
- Hejkalka (režie: Miroslav Sobota)
- Čerte, tady straší! (režie: Jaroslav Hovorka)
- Berenika stříhá vlasy (režie: Viktor Polesný)
- Lolinka a kníráč (režie: Dušan Klein)
- Spravedlivý Bohumil (režie: Zuzana Zemanová-Hojdová)
- O zámku v podzemí (režie: Moris Issa)
- Františka aneb o zelených svících a Černé Matce Boží (režie: Moris Issa)

## 1999
- O bojácném Floriánkovi (režie: František Filip)
- Kašpárkovy rolničky (režie: František Filip)
- Stín (režie: Ludvík Ráža)
- O princezně z Rimini (režie: Ludvík Ráža)
- Zakletý vrch (režie: Vlasta Janečková)
- Silák a strašidla (režie: Vlasta Janečková)
- Mořská brána (režie: Svatava Simonová)
- Z pekla štěstí 2 (seriál) (režie: Zdeněk Troška)
- Pán hradu (režie: Jiří Chlumský)
- Ošklivá princezna (režie: Miroslav Sobota)
- Jeníček a Mařenka (režie: Jaroslav Hovorka)
- Tom v kozí kůži (režie: Dušan Klein)
- Král ozvěny (režie: Dušan Klein)
- Nevěsta pro Paddyho (režie: Jitka Němcová)
- Zimní víla (režie: Kryštof Hanzlík)
- Královna bublin (režie: Jiří Suchý)

## 2000
- Jabloňová panna (režie: Milan Cieslar)
- Zvonící meče (režie: Miroslav Sobota)
- Dřevěná Marika (režie: Jaroslav Hovorka)
- Paní mlha (režie: Moris Issa)
- Řád saténových mašlí (režie: Jasmína Bralić-Blažević)

Duhová panna

## 2001
- Brnění a rolničky (režie: Vlasta Janečková)
- Pohádky z lesa (seriál) (režie: Jana Semschová)
- Zázračné meče (režie: Miroslav Sobota)
- O víle Arnoštce (režie: Dušan Klein)
- Elixír a Halíbela (režie: Dušan Klein)
- Zlatá princezna (režie: Moris Issa)
- Zajatec lesa (režie: Jiří Suchý)
- Vohnice a Kiliján (režie: Věra Plívová-Šimková)

## 2002
- Pohádka z ostrova Man (režie: Vlasta Janečková)
- Prsten kohouta Alektrya (režie: Svatava Simonová)
- Jak chutná láska (režie: Jana Semschová)
- Peklem s čertem (režie: Miroslav Sobota)
- O ztracené lásce (seriál) (režie: Viktor Polesný)
- Nevěsta s velkýma nohama (režie: Viktor Polesný)
- Čáry báby Cotkytle aneb Tři zlaté zuby děda Vševěda (režie: Zdeněk Kozák ml.)
- O princezně se zlatým lukem (režie: Rudolf Tesáček)

## 2003
- Janek nad Janky (režie: Jiří Vanýsek)
- O svatební krajce (režie: Jiří Chlumský)
- O Ječmínkovi (režie: Milan Cieslar)
- Tajemný svícen (režie: Moris Issa)
- Zvon Lukáš (režie: Jitka Němcová)
- Probuzená skála (režie: Jiří Strach)
- Pekelná maturita (režie: Roman Meluzín)
- Drátařík a hruška moudrosti (režie: Roman Meluzín)
- Malvína (režie: Miroslav Balajka)

## 2004
- Poklad na Sovím hrádku (režie: Zdeněk Zelenka)
- Kouzelný přítel (režie: Miroslav Sobota)
- To vánoční šturmování aneb pokoj lidem dobré vůle (režie: Zdeněk Kozák ml.)
- Vánoční panenka (režie: Otakar Kosek)
- Prsten krále řeky (režie: Otakar Kosek)
- Křesadlo (Jaroslav Hanuš)
- Zakletá třináctka (režie: Ondřej Kepka)
- Modrý Mauritius (režie: Zdeněk Potužil)

## 2005
- Boháč a chudák (režie: Zdeněk Zelenka)
- Nepovedený kouzelník (režie: Adam Rezek)
- Kamenný klíč (režie: Milan Cieslar)
- Pohádka pro housle a violu (režie: Juraj Deák)
- O ševci Ondrovi a komtesce Julince (režie: Zdeněk Kozák ml.)
- Kočičí princezna (režie: Roman Meluzín)
- Voděnka (režie: Otakar Kosek)
- Restaurace U prince (režie: Jaroslav Hanuš)
- Království potoků (režie: Pavel Jandourek)
- Trampoty vodníka Jakoubka (režie: Vít Olmer)

## 2006
- O Šípkové růžence (režie: Zdeněk Zelenka)
- O malíři Adamovi (režie: Vladimír Drha)
- Tajemství lesní země (režie: Václav Křístek)
- Až kohout snese vejce (režie: Otakar Kosek)
- 100 + 1 princezna (režie: Jaroslav Hanuš)
- Lojzička je číslo (režie: Jaroslav Hanuš)
- Poslední kouzlo (režie: Ondřej Kepka)
- Sůva z nudlí (režie: Vít Olmer)
- Vřesový trůn (režie: Tomáš Krejčí)

## 2007
- O uloupené divožence (režie: Milan Cieslar)
- Dítě hvězdy (režie: Miroslav Sobota)
- Tři srdce (režie: Václav Křístek)
- Křišťálek meč (režie: Jitka Němcová)
- Tři životy (režie: Jiří Strach)
- O dívce, která šlápla na chléb (režie: Jiří Strach)
- Tajemná truhla (režie: Jaroslav Hanuš)
- Kdo hledá, najde (režie: Jaroslav Hanuš)
- Začarovaná láska (režie: Ondřej Kepka)
- O kominickém učni a dceři cukráře (režie: Pavel Jandourek)
- Škola ve mlejně (režie: Karel Janák)

## 2008
- Kouzla králů (režie: Zdeněk Zelenka)
- Ztracený princ (režie: Václav Křístek)
- Český Honza (režie: Zdeněk Kozák ml.)
- Sofie a ukradený poklad (režie: Jaroslav Hanuš)
- Pohádkové počasí (režie: Tomáš Krejčí)
- Fredy a Zlatovláska (režie: Tomáš Krejčí)
- O perníkové chaloupce (režie: Karel Janák)
- Nebe a Vincek (režie: Petr Zahrádka)
- O bílé paní (režie: Martin Dolenský)
- Nejkrásnější hádanka (režie: Zdeněk Troška)

## 2009
- Láska rohatá (režie: Hynek Bočan)
- Dilino a čert (režie: Jaroslav Hovorka)
- Fišpánská jablíčka (režie: Dušan Klein)
- Hospoda U bílé kočky (režie: Kryštof Hanzlík)
- Dům U zlatého úsvitu (režie: Pavel Jandourek)
- O království z nudlí a štěstí bez konce (režie: Martin Dolenský)

## 2010
- Princezna Ano (režie: Hynek Bočan)
- Vodník a Karolínka (režie: Jaroslav Hovorka)
- Kouzelná tetička Valentýna (režie: Zuzana Zemanová-Hojdová)
- Škola princů (režie: Roman Vávra)

## 2011
- Venušánkovy příběhy ze země Děda Vševěda (seriál) (režie: Pavel Linhart)
- Tajemství staré bambitky (režie: Ivo Macharáček)

## 2012
- Sněžný drak (režie: Eugen Sokolovský ml.)
- Šťastný smolař (režie: Jiří Strach)
- Dvanáct měsíčků (režie: Karel Janák)
- O pokladech (režie: Vít Karas)

## 2013
- Duch nad zlato (režie: Zdeněk Zelenka)

## 2014
- Princezna a písař (režie: Karel Janák)
- Kdyby byly ryby (režie: Jan Prušinovský)

## 2015
- Svatojánský věneček (režie: Jiří Strach)
- Korunní princ (režie: Karel Janák)
- Vánoční království (režie: Alena Derzsiová)
- Johančino tajemství (režie: Juraj Nvota)

## 2016
- Pravý rytíř (režie: Martin Dolenský)
- Nepovedený čert (režie: Alena Derzsiová)
- Slíbená princezna (režie: Ivan Pokorný)
- Zázračný nos (režie: Stanislav Parnický)
- Řachanda (režie: Marta Ferencová)

## 2017
- Nejlepší přítel (režie: Karel Janák)
- Nejkrásnější dar (režie: Alena Derzsiová)

## 2018
- Kouzelník Žito (režie: Zdeněk Zelenka)
- Vodníkova princezna (režie: Alena Derzsiová)
- O zakletém králi a odvážném Martinovi (režie: Peter Bebjak)

## 2019
- Princezna a půl království (režie: Karel Janák)
- Kde bydlí strašidla (režie: Alena Derzsiová)
- Čarovný kamínek (režie: Kristína Herczegová)
- Zakleté pírko (režie: Zdeněk Troška)

## 2020
- O vánoční hvězdě (režie: Karel Janák)
- O léčivé vodě (režie: Ján Sebechlebský)

## 2021
- Jak si nevzít princeznu (režie: Karel Janák)

## 2022
- Tajemství staré bambitky 2 (režie: Ivo Macharáček)
- Krakonošovo tajemství (režie: Peter Bebjak)
- Zakletá jeskyně (režie: Mariana Čengel Solčanská)
- Princ Mamánek (režie: Jan Budař)
- Princezna zakletá v čase 2 (režie: Petr Kubík)

## 2023
- Klíč svatého Petra (režie: Karel Janák)
- Tři zlaté dukáty (režie: Mariana Čengel Solčanská)
- Dvě Mařenky (režie: Ivo Macharáček)

## 2024
- Tři princezny (režie: Tomáš Pavlíček)
- Čarovné jablko (režie: Jakub Machala)